# (405) Tía
(405) Tía es un asteroide perteneciente al cinturón de asteroides descubierto el 23 de julio de 1895 por Auguste Honoré Charlois desde el observatorio de Niza, Francia.
Está nombrado por Tea, una de las titánides.